# شب قرار
شب قرار (انگلیسی: Date Night) فیلمی آمریکایی در ژانر عاشقانه و کمدی اکشن محصول سال ۲۰۱۰ است که به کارگردانی شاون لوی و نویسندگی جاش کلاسنر ساخته شده‌است. این فیلم با بازی استیو کرل و تینا فی، داستان یک زوج حومه‌نشین را روایت می‌کند که تلاششان برای تازه‌کردن رابطهٔ زناشویی با شبی در نیویورک به سوء‌تفاهمی خطرناک و مجموعه‌ای از ماجراهای طنز و پرتنش منجر می‌شود. تراجی پی. هنسن، کامن (رپر) و مارک والبرگ نیز در نقش‌های مکمل حضور دارند.
شب قرار نخستین‌بار در ۶ آوریل ۲۰۱۰ در نیویورک به نمایش درآمد و سپس در ۹ آوریل ۲۰۱۰ توسط شرکت فاکس قرن بیستم در ایالات متحده اکران شد. این فیلم نقدهای ترکیبی تا مثبت دریافت کرد و به‌ویژه شیمی بازیگری کرل و فی مورد تحسین قرار گرفت، هرچند داستان فیلم برخی انتقادها را برانگیخت. با بودجه‌ای ۵۵ میلیون دلاری، این فیلم موفقیتی تجاری بود و ۱۵۲٫۳ میلیون دلار در سراسر جهان فروش کرد.

## موضوع
در نیویورک، یک سوء تفاهم باعث می‌شود عصر رمانتیک یک زن و شوهر به چیزی خطرناک‌تر و هیجان انگیزتر از حد تصورشان تبدیل شود…

## داستان
«فیل» و «کلر فاستر» زوجی متأهل از نیوجرسی هستند که دو فرزند دارند. زندگی خانوادگی آن‌ها به‌مرور یکنواخت و تکراری شده و رابطه‌شان حالت ایستایی پیدا کرده‌است. فیل، وکیل مالیاتی، و کلر، مشاور املاک، زندگی پرمشغله‌ای دارند و حتی قرارهای هفتگی‌شان نیز کسالت‌بار شده‌است. آن‌ها پس از آنکه می‌فهمند دوستان نزدیکشان «برد» و «هیلی» به‌خاطر فرار از این یکنواختی تصمیم به طلاق گرفته‌اند، به فکر زنده‌کردن هیجان در زندگی خود می‌افتند.
برای تغییر فضا، فیل پیشنهاد می‌دهد کلر را به رستورانی پرطرفدار در منهتن ببرد. اما آن‌ها نمی‌توانند میز رزرو کنند و فیل به‌طور ناگهانی رزرو یک زوج غایب با نام «تریپل‌هورن» را می‌پذیرد، با اینکه کلر تردید دارد. اما شب آن‌ها ناگهان تغییر مسیر می‌دهد؛ وقتی دو مرد به نام‌های «کالینز» و «آرم‌استرانگ» به اشتباه آن‌ها را همان تریپل‌هورن واقعی می‌پندارند و درخواست یک فلش درایو را دارند که گمان می‌کنند فاسترها آن را از رئیس مافیا «جو میلتو» دزدیده‌اند. با اینکه فیل و کلر سعی در توضیح سوءتفاهم دارند، اما دو مرد مسلح حرفشان را باور نمی‌کنند. تحت فشار، فیل به دروغ می‌گوید که فلش درایو در یک خانهٔ قایق‌نگه‌داری در سنترال پارک پنهان است.
در خانهٔ قایق‌ها، کلر حواس کالینز و آرم‌استرانگ را پرت می‌کند و فیل با پارو به آن‌ها حمله می‌کند و زوج از راه قایق می‌گریزند. آن‌ها که مستأصل شده‌اند به یک ایستگاه پلیس مراجعه می‌کنند، اما درمی‌یابند که کالینز و آرم‌استرانگ در واقع افسران فاسد پلیس نیویورک و مزدبگیر میلتو هستند. حالا که نمی‌توانند به پلیس اعتماد کنند، فیل و کلر تصمیم می‌گیرند تریپل‌هورن واقعی را پیدا کنند. آن‌ها به رستوران بازمی‌گردند و شماره تلفن زوج واقعی را به‌دست می‌آورند.
کلر به یاد مشتری سابقی می‌افتد به نام «هالبروک گرانت»، کارشناس امنیتی پیشرفته و قهرمان عملیاتی. آن‌ها به آپارتمان گرانت می‌روند و او شماره تریپل‌هورن‌ها را به آپارتمانی به‌نام «توماس فلتون» ردیابی می‌کند. با ورود دوبارهٔ کالینز و آرم‌استرانگ، فاسترها با آئودی آر۸ گرانت فرار می‌کنند.
آن‌ها فلتون را می‌یابند که خود را با نام مستعار «تیست» معرفی می‌کند و همسرش «ویپیت» نیز همراه اوست. این زوج اعتراف می‌کنند که پس از دیدن کالینز و آرم‌استرانگ از رستوران گریخته‌اند. فلتون فلش درایو را تحویل می‌دهد؛ فلشی که حاوی عکس‌های رسوایی‌آمیز از دادستان منطقه «فرانک کرنشاو» در کنار روسپی‌هاست که برای باج‌گیری تهیه شده است. فاسترها با در اختیار داشتن فلش، توسط کالینز و آرم‌استرانگ تعقیب می‌شوند و تعقیب‌و‌گریزی وحشیانه با یک تاکسی فورد کراون ویکتوریا که سپر به سپر به آئودی‌شان متصل است، آغاز می‌شود. پس از چند حادثهٔ خطرناک، خودروها به درون رودخانه می‌افتند. آن‌ها جان سالم به در می‌برند، اما فلش گم می‌شود.
در مترو، فیل نتیجه می‌گیرد که فلتون از فلش برای باج‌گیری از کرنشاو استفاده می‌کرده‌است. آن‌ها به خانهٔ گرانت بازمی‌گردند و با اینکه گرانت در ابتدا بی‌میل است، درنهایت به آن‌ها کمک می‌کند. فاسترها به یک باشگاه برهنه‌رقصی غیرقانونی می‌روند که کرنشاو اغلب در آن حاضر است. کلر در نقش یک رقاص تازه‌وارد ظاهر می‌شود و فیل نقش مدیر او را بازی می‌کند. پس از رویارویی تنش‌زا با کرنشاو، آن‌ها موضوع فلش را مطرح می‌کنند.
در همین هنگام، کالینز، آرم‌استرانگ و میلتو سر می‌رسند و درگیری درمی‌گیرد. فیل باهوشانه وضعیت را طوری جلوه می‌دهد که انگار تصاویر افشاگرانه در اختیار دارد، و این موجب درگیری میان کرنشاو و میلتو می‌شود. با بالا گرفتن تنش، کلر شروع به شمارش تا عدد سه می‌کند، شیوه‌ای که برای آرام‌کردن بچه‌هایشان استفاده می‌کنند. با رسیدن به «سه»، هلیکوپتری از راه می‌رسد و کارآگاه «آرویو» به‌همراه تیم یگان ویژهٔ پلیس نیویورک وارد عمل می‌شوند و میلتو، کرنشاو، کالینز و آرم‌استرانگ را دستگیر می‌کنند. آرویو فاش می‌کند که گرانت موضوع را اطلاع داده و فیل نیز مجهز به میکروفون مخفی بوده‌است.
زوج فاستر به‌عنوان قهرمان شناخته می‌شوند. آن‌ها در یک کافه صبحانه‌ای آرام می‌خورند، جایی که فیل عشقش را به کلر ابراز می‌کند و می‌گوید اگر دوباره فرصتش را داشت، باز هم با او ازدواج کرده و همین فرزندان را می‌داشت. فیلم با بوسه‌ای عاشقانه و درازکشیدن آن دو در حیاط خانه برای تماشای آسمان به پایان می‌رسد.

## بازیگران
- استیو کارل در نقش فیل فاستر
- تینا فی در نقش کلر فاستر
- جیمز فرانکو در نقش  تام فلتون/تریپلهورن
- میلا کونیس در نقش  "ویپت فلتون/تریپلهورن
- تراجی پی. هنسون در نقش کارآگاه آرویو
- جیمی سیمپسون در نقش کارآگاه آرمسترانگ
- کامن در نقش کارآگاه کالینز
- مارک والبرگ در نقش هالبروک گرنت
- لیتون میستر در نقش کیتی
- مارک روفالو در نقش برد سولیوان